# Мучин
Мучин (слч. Mučín) насељено је мјесто са административним статусом сеоске општине (слч. obec) у округу Лучењец, у Банскобистричком крају, Словачка Република.

## Становништво
| Година:    | 1994. | 2004.   | 2014.    | 2024.   |
| ---------- | ----- | ------- | -------- | ------- |
| Број људи: | 676   | 687     | 772      | 771     |
| Разлика:   |       | +1,62 % | +12,37 % | -0,12 % |

| Година:    | 2023. | 2024.   |
| ---------- | ----- | ------- |
| Број људи: | 761   | 771     |
| Разлика:   |       | +1,31 % |

Према подацима о броју становника из 2011. године насеље је имало 735 становника.